# Marie Kolárová
Marie (Máša) Kolárová, rozená Hermanová (6. února 1901 Praha – 1. září 1980 Praha), byla česká herečka, operní pěvkyně a pedagožka.

## Život
Narodila se v Praze na Novém Městě do rodiny úředníka magistrátu, prozaika a dramatika JUDr. Františka Hermana. Základy zpěvu získala v Pivodově pěvecké škole. Následně byla žačkou operní pěvkyně Růženy Maturové V sezóně 1912–1913 poprvé účinkovala na scéně Národního divadla v Praze. V letech 1919–1921 účinkovala coby herečka v několika němých filmech, kde vystupovala ještě pod jménem Hermannová. Roku 1921 se provdala za režiséra a scenáristu Jana Stanislava Kolára, s nímž měla v roce 1923 syna Jana Maria. Kolem roku 1922 zanechala Kolárová filmování a začala vystupovat na koncertních pódiích, kde často interpretovala tvorbu moderních českých skladatelů. Často koncertovala i s Českou filharmonií a při jednom z vystoupení svým projevem zaujala italského dirigenta Bernardina Molinariho. Na jeho doporučení odešla v roce 1925 do Milána k pedagogovi Stefanovi Stevovi, aby se zdokonalila v pěvecké technice. V roce 1926 studium ukončila a debutovala ve slavném turínském Teatro Balbo v Mascagniho opeře Sedlácká čest. Po návratu do vlasti hostovala v pardubickém divadle a v prosinci 1926 na pozvání Oskara Nedbala pohostinsky vystoupila na scéně Slovenského národního divadla v Bratislavě. V letech 1927–1929 pak byla sólistkou operního souboru Slovenského národního divadla a v roce 1929 pohostinsky vystoupila v Košicích a na scéně Národního divadla v Brně. Během svého bratislavského účinkování úspěšně zpívala v letech 1927–1934 jako host v operách na scéně pražského Národního divadla a v letech 1933 a 1935 též hostovala ve dvou operách v pražském Novém německém divadle. V letech 1931–1932 ještě několikrát pohostinsky vystoupila ve Slovenském národním divadle a výjimečně též účinkovala v rozhlase. Ve druhé polovině 30. let opustila operní scénu a věnovala se již jen pedagogické činnosti. V roce 1938 si ještě zahrála ve zvukovém filmu režiséra Waltra Schorscheho "Včera neděle byla". Máša Kolárová se manželem J. S. Kolárem rozvedla a v posledních letech žila v ústraní. Zemřela v Praze 1. září 1980 a byla pohřbena na Olšanských hřbitovech.

## Filmografie
- 1919 – Dáma s malou nožkou
- 1921 – Kříž u potoka
- 1921 – Otrávené světlo
- 1938 – Včera neděle byla